# Вевюрчин (Куявсько-Поморське воєводство)
Вевюрчин (пол. Wiewiórczyn) — село в Польщі, у гміні Роґово Жнінського повіту Куявсько-Поморського воєводства.
Населення — 157 осіб (2011).

## Демографія
Демографічна структура станом на 31 березня 2011 року:
|          | Загалом | Допрацездатний вік | Працездатний вік | Постпрацездатний вік |
| -------- | ------- | ------------------ | ---------------- | -------------------- |
| Чоловіки | 86      | 20                 | 54               | 12                   |
| Жінки    | 71      | 15                 | 38               | 18                   |
| Разом    | 157     | 35                 | 92               | 30                   |